# Абдуллін Ібрагім Ахметович
Абду́ллін Ібрагі́м Ахме́тович (*20 вересня 1920, село Зірікли — †9 липня 2005, місто Уфа) — башкирський драматург, прозаїк, Заслужений діяч мистецтв Башкирії (1978), учасник Другої світової війни.
Азат Хаматович народився 26 червня 1931 року в селі Зірікли Белебеєвського повіту Уфимської губернії, нині Шаранського району Башкортостану. 1957 року закінчив Літературний інститут імені Горького.
Друкувався з 1938 року. Темі Другої світової війни присвячені романи «Прощай, Рим!» («Хуш, Рим!», 1969), де відображена боротьба радянських та італійських партизанів проти німецьких окупантів, «Іду по Молочному шляху» («Кош юлынан барам», 1983) про партизанську боротьбу в Києві, повісті та розповіді. Автор драм «Глибоке дихання» («Тэрэн hулыш», 1947), «Ми не розлучимось» («Без айырылышмабыз», 1949), «Із серцем не жартують» («Йэрэк менэн шаярмайзар», 1962), комедій «Свояки» («Бажалар», 1953), «Серце горить без полум'я» («Ялkынhыз яна йэрэк», 1960), «Пустотлива молодість» («Тиле йэшлек», 1972), «Ех, уфимські дівчата!» («Эх, Эфэ kыззары!», 1974) та інших.
Нагороджений орденами Трудового Червоного Прапора (1980), Вітчизняної війни 1 ступеня, Червоної Зірки.
Твори:
- Эсэрзэр, 2 томда. Эфэ, 1986
- Цвела черемуха: Пьесы. М., 1965
- Журавли летают высоко: Повести и рассказы. М., 1969
- А колокола все звонят: Повести и рассказы. М., 1980